# 紫花崖豆藤
紫花崖豆藤（学名：Millettia kiangsiensis f. purpurea）为豆科崖豆藤属江西崖豆藤下的一个变型。

## 扩展阅读
- 維基物種上的相關：紫花崖豆藤